# Diplectrona felix
Diplectrona felix là một loài Trichoptera trong họ Hydropsychidae. Chúng phân bố ở miền Cổ bắc.